# Baie Cook
Pour les articles homonymes, voir Cook.
La baie Cook ou baie de Cook (en espagnol : Bahía Cook) est une vaste baie située entre le cap Alikhoolip et l'île Waterman. Elle est entourée par les îles Londonderry, Hoste, Olga et Gordon au sud-ouest de l'archipel de la Terre de Feu.
Des terres hachées, des îlots, des brisants, l'entourent et en rendent l'accès impraticable à des navires. Ses côtes ont été explorées par les embarcations du HMS Beagle lors de son second voyage entre 1831 et 1836. 
Elle peut être considérée comme l'entrée occidentale du canal Beagle, puisqu'elle débouche dans le canal Ballenero et le canal Pomar à l'est. Le trafic maritime dans la baie était interdit jusqu'en 2011.
En 2011, la Marine chilienne installa une phare sur les îlots Sandwich (au sud de l'île Londonberry) afin de faciliter la navigation et de raccourcir le trajet entre Punta Arenas et l'Antarctique de 100 km.

### Sources et bibliographie
- M. Barjot et M. Poirré, Annales maritimes et coloniales : publiées avec l'approbation du ministre de la marine et des colonies, t. I, Paris, Imprimerie royale, 1835 (lire en ligne), p. 602